# Staničenje
Staničenje (en serbe cyrillique : Станичење) est un village de Serbie situé dans la municipalité de Pirot, district de Pirot. Au recensement de 2011, il comptait 457 habitants.

## Démographie

### Évolution historique de la population
| 1948  | 1953  | 1961  | 1971  | 1981 | 1991 | 2002 | 2011 |
| ----- | ----- | ----- | ----- | ---- | ---- | ---- | ---- |
| 1 388 | 1 395 | 1 299 | 1 090 | 845  | 742  | 609  | 457  |

|  |